# Idioma georgiano
El idioma georgiano (ქართული  ენა, kartuli ena) es la lengua oficial de Georgia, hablada por el pueblo georgiano. Fuera de este país, se habla principalmente en Turquía y Rusia, con comunidades más pequeñas en el vecino Azerbaiyán, otras antiguas repúblicas soviéticas, Grecia e Irán, siendo en total 3 878 780 las personas que hablan este idioma. Además, es la principal lengua escrita para todos los grupos étnicos georgianos, incluso para los hablantes de las otras lenguas kartvelianas como el svano, mingreliano y laz.
El georgiano utiliza un sistema de escritura único, conocido como alfabeto georgiano que a través de la historia ha evolucionado en tres formas diferentes, denominadas asomtavruli, nusjuri y mjedruli.

## Distribución geográfica
El georgiano es la lengua materna de casi cuatro millones de georgianos, aproximadamente el 70 % de la población de Georgia. En Rusia hablan georgiano 171 000 personas y unas 40 000 en Turquía (1983), mientras que en Irán pueden ser entre 1000 y 10 000 las que emplean este idioma.
En otras antiguas repúblicas soviéticas, el georgiano es empleado por 34 200 personas en Ucrania, 16 300 personas en Azerbaiyán, 7700 en Kazajistán y 4100 en Uzbekistán. Armenia y Turkmenistán también cuentan con pequeñas comunidades de habla georgiana.

## Aspectos históricos, sociales y culturales

### Historia
Se cree que el georgiano se diferenció del mingreliano y del laz hace unos 3000 años. Basándose en el grado del cambio, algunos lingüistas como Georgy  Klimov, T. Gamkrelidze y G. Machavariani plantearon la posibilidad de que el inicio del cambio hubiera ocurrido ya en el segundo milenio a. C. o más temprano, diferenciando el svano de las otras lenguas. Los idiomas mingreliano y laz se diferenciarían del georgiano aproximadamente un milenio más tarde.

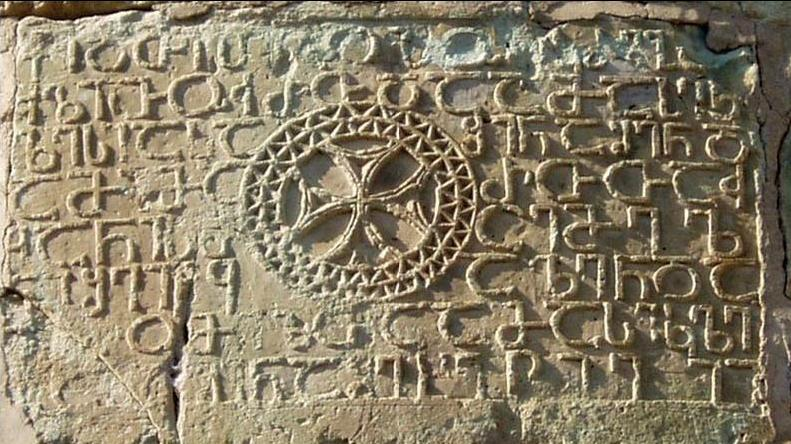
Inscripción en georgiano en Bolnisi Sioni, 494 d. C.

La más antigua alusión al georgiano hablado puede ser un pasaje del gramático romano Marco Cornelio Frontón en el siglo II: Frontón imagina a los iberianos (georgianos) dirigiéndose al emperador Marco Aurelio en su incomprensible lengua.
La evolución del georgiano hacia un idioma escrito fue una consecuencia de la conversión de la élite georgiana al cristianismo a mediados del siglo IV. La nueva lengua literaria se construyó sobre una infraestructura cultural ya bien asentada, apropiándose de las funciones, convenciones y estatus del arameo, la lengua literaria de la Georgia pagana y la nueva religión nacional. Los primeros textos georgianos son inscripciones y palimpsestos datados hacia el siglo V. La más antigua inscripción en georgiano, que data aproximadamente del 430, fue descubierta en la década de 1950 en las excavaciones de un monasterio georgiano en el desierto de Judea. Dentro de Georgia, la inscripción de mayor antigüedad (año 494) se encuentra en una iglesia en Bolnisi.
El primer diccionario georgiano apareció en 1716, elaborado por Suljan-Saba Orbeliani, mientras que la primera gramática nativa corrió a cargo de Zurab Shanshovani en 1737. Ya durante el siglo XX (1950-1964), la Academia Georgiana emprendió la redacción de los ocho volúmenes que componen el Diccionario explicativo de la lengua georgiana (ქართული ენის განმარტებითი ლექსიკონი).

### Literatura
El georgiano tiene una prolífica tradición literaria. El texto escrito más antiguo en georgiano que todavía se conserva es el Martirio de la reina Santa Shushanik (წამებაჲ წმიდისა შუშანიკისი დედოფლისაჲ, C'amebaj c'midisa Shushanik'isi dedoplisaj) escrito por Iakob Tsurtaveli entre 476 y 483. El primer manuscrito fechado de los Evangelios es el Manuscrito de Adysh (897). Durante la «edad de oro» de Georgia —reinado de la reina Tamar (1184-1213)— se compuso el poema nacional épico El caballero en la piel de tigre, considerada la obra magna de la literatura en este idioma.

### Dialectos
Existen al menos dieciocho dialectos del georgiano, los cuales todavía conservan características únicas en términos de fonología, morfología, sintaxis y vocabulario, aunque virtualmente son enteramente inteligibles entre sí. En cambio, las otras lenguas kartvelianas —mingreliano, svano y laz— sólo son parcialmente inteligibles para los hablantes de georgiano estándar o de los diversos dialectos georgianos.
Entre los dialectos del georgiano que existen en Georgia, en la zona ponentina del país, a lo largo de la costa del Mar Negro, se utilizan el guriano —al sur de Mingrelia— y el adzhariano o ach'aran. Al interior limitan con el imiretiano. Al norte de este último, se sitúan los dialectos noroccidentales: lechjumiano y hacia el este el rach'an. Entre los dialectos del norte, el mojeviano se acerca a las estribaciones meridionales del Cáucaso mientras que el mtiuletiano se habla inmediatamente al sur. Entre los dialectos nororientales destacan el jevsuriano —en el área al este del mokeviano—, el pshaviano y, aislado en las montañas que separan Chechenia de Daguestán, el tush. El k'ajetiano es el dialecto oriental, mientras que la extensa región central, el dialecto utilizado es el kartliano, base de la lengua literaria moderna. Los dialectos meridionales incluyen al dzhavajiano —al suroeste del kartliano— y el mesjiano.
Fuera de Georgia se pueden encontrar otros dialectos del georgiano como el ingiloano, hablado en la región azerí de Katala, el imerjeviano, hablado al este de Turquía, y el fereydaniano, dialecto utilizado en Fereydan (Irán). Otra forma dialectal conocida como qizlar-mozdokiano, hoy en desuso, se hablaba en el Cáucaso norte como consecuencia de emigrantes que, procedentes de Georgia oriental, se instalaron allí durante el siglo XVIII.
Por último, judeogeorgiano, lengua hablada por los judíos de Georgia, no es considerada por algunos autores un idioma separado, sino solamente un dialecto del georgiano. En gran medida comparte fonética, morfología y sintaxis con el georgiano, aunque contiene palabras de origen hebreo y arameo.

### Influencia de otros idiomas
El georgiano cuenta con rasgos lingüísticos de todos los imperios que han estado presentes en el Cáucaso. Posee elementos grecorromanos, persas, árabes, turcos y rusos, siendo los de origen persa y ruso los más significativos. También se han identificado elementos procedentes del otro lado del Cáucaso, como por ejemplo muxa(j), «roble», de origen naj (Daguestán).

## Alfabeto
El alfabeto georgiano moderno posee 33 letras. Aunque en un principio constaba de 38, algunas letras han quedado obsoletas.

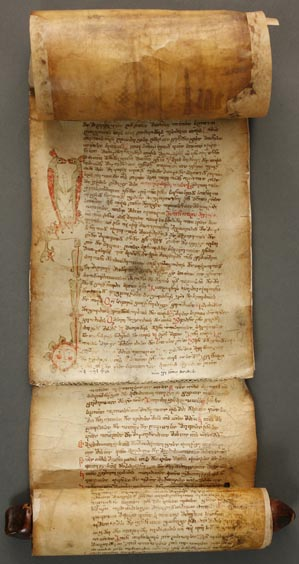
Manuscrito en Nusjuri (siglos -)

### Historia del alfabeto
La forma más antigua del alfabeto georgiano, el alfabeto asomtavruli («mayúsculas»), fue creado el 412 a. C. por sacerdotes georgianos del culto de Matra (Mithra de Persia). El alfabeto asomtavruli sufrió reformas en el año 284 a. C. hechas por el rey Parnavaz I de Iberia.
El alfabeto asomtavruli es también conocido como mrgvlovani («redondeado»). Aún hoy se conservan muestras de este alfabeto en inscripciones monumentales, tales como las que se encuentran en la iglesia georgiana de Bolnisi Sioni cerca de Tiflis (de los siglos IV o V). Incluso se encontraron muestras más antiguas, que datan del siglo III a. C. al siglo III d. C., en Armaztsikhe (cerca de Mtskheta) y Nekresi (en la región de Kajetia al este de Georgia), en 1940 y desde 1995 hasta el 2003 expediciones científicas realizadas por Simon Janashia (1900-1947) y Levan Chilashvili. Las inscripciones del Armaztsikhe fueron estudiadas por Pavle Ingorokva.
El alfabeto nusjuri («minúsculas») o kutjovani («cuadriculado») apareció en un principio en el siglo IX. Asomtavruli y nusjuri, conocidos como jutsuri (ხუცური, o «escritura eclesiástica»), fueron usados para escribir manuscritos religiosos, utilizando el asomtavruli para escribir las mayúsculas.
El alfabeto moderno, llamado mjedruli (მხედრული, «secular» o «escritura de los caballeros»), apareció por primera vez en el siglo X. Se utilizaba con fines no religiosos hasta el siglo XVIII, que fue cuando remplazó por completo al khutsuri. Los lingüistas que estudian georgiano catalogan su ortografía como fonémica.

## Descripción lingüística

### Clasificación

Grupos etnolingüísticos de la región del Cáucaso. El georgiano en naranja, en el centro.

El georgiano es la más hablada entre las lenguas caucásicas meridionales o kartvelianas, familia que también incluye el svano y el megreliano (habladas principalmente al noroeste de Georgia), así como el laz (hablada a lo largo de la costa del mar Negro de Turquía, desde Trebisonda hasta la frontera con Georgia). Los georgianos se autodenominan kartv-el-i, de ahí la designación utilizada para referirse a la familia lingüística y para aludir a los grupos étnicos que hablan alguna de estas lenguas.

### Fonología
Consonantes
Donde hay tres consonantes en un mismo punto de articulación el orden es: sonora, sorda aspirada, sorda eyectiva; donde hay dos (excepto l, r) el orden es: lateral, vibrante.
|           |             |          | Labial       | Labial | Dorsal | Dorsal  | Dorsal | Dorsal | Laríngea | Laríngea |
| Bilabial  | Labiodental | Alveolar | Postalveloar | Velar  | Uvular | Uvular  | Glotal |        |          |          |
| --------- | ----------- | -------- | ------------ | ------ | ------ | ------- | ------ | ------ | -------- | -------- |
| Nasal     | Nasal       | Nasal    | მ /m/        |        | ნ /n/  |         |        |        |          |          |
| Oclusiva  | sonora      | sonora   | ბ /b/        |        | დ /d/  |         | გ /g/  |        |          |          |
| Oclusiva  | sorda       | aspirada | ფ /pʰ/       |        | თ /tʰ/ |         | ქ /kʰ/ |        |          |          |
| Oclusiva  | sorda       | eyectiva | პ /pʼ/       |        | ტ /tʼ/ |         | კ /kʼ/ | ყ /qʼ/ | ყ /qʼ/   |          |
| Fricativa | sonora      | sonora   |              | ვ /v/  | ზ /z/  | ჟ /ʒ/   | ღ /ɣ/  |        |          |          |
| Fricativa | sorda       | sorda    |              |        | ს /s/  | შ /ʃ/   | ხ /x/  |        |          | ჰ /h/    |
| Africada  | sonora      | sonora   |              |        | ძ /ʣ/  | ჯ /ʤ/   |        |        |          |          |
| Africada  | sorda       | aspirada |              |        | ც /ʦʰ/ | ჩ /ʧʰ/  |        |        |          |          |
| Africada  | sorda       | eyectiva |              |        | წ /t͡s/ | ჭ /t͡ʃ'/ |        |        |          |          |
| Líquida   | Líquida     | lateral  |              |        | ლ /l/  |         |        |        |          |          |
| Líquida   | Líquida     | vibrante |              |        | რ /r/  |         |        |        |          |          |

Nótese que en georgiano hay sonidos similares que son diferentes fonémicamente:
- ქ, kʰ (aspirada) y კ, kʼ (eyectiva)
- თ, tʰ (aspirada) y ტ, tʼ (eyectiva)
- ფ, pʰ (aspirada) y პ, pʼ (eyectiva)
- ც, ʦʰ (aspirada) y წ, ʦʼ (eyectiva)
- ჩ, ʧʰ (aspirada) y ჭ, ʧʼ (eyectiva)

Vocales
|              | Anterior | Central | Posterior |
| ------------ | -------- | ------- | --------- |
| Casi cerrada | ი /ɪ/    |         | უ /ʊ/     |
| Semiabierta  | ე /ɛ/    |         | ო /ɔ/     |
| Abierta      |          | ა /a/   |           |

### Gramática
El georgiano moderno posee 5 vocales y 28 consonantes, mientras que el antiguo tenía las mismas vocales pero 30 consonantes. En el sistema de consonantes, las oclusivas y africadas son sonoras, sordas y glotalizadas. Si bien la mayor parte de las raíces de las palabras comienzan con una o dos consonantes, hay muchas palabras con grupos de consonantes en la posición inicial; algunos de estos grupos pueden constar de hasta seis consonantes, como en la voz prckvna, «pelando».
El acento tónico se sitúa en la primera sílaba en palabras bisílabas pero en palabras más largas tiende a caer en la primera o en la antepenúltima sílaba.
El orden de las palabras es relativamente libre, pudiendo ser sujeto-verbo-objeto, sujeto-objeto-verbo u objeto-sujeto-verbo. No existe género gramatical; si se necesita distinguir entre sexos hay términos definidos que se pueden añadir.
El marcador para el plural se constituye con el sufijo -eb- después de la raíz. Por otra parte, no existe artículo determinado. El numeral ert, «uno», puede ser usado como artículo indeterminado.
El georgiano es una lengua aglutinante en la cual ciertos prefijos y sufijos se unen entre sí con el fin de construir un verbo. En algunos casos, puede haber hasta ocho morfemas diferentes en un verbo simultáneamente: por ejemplo, en ageshenebinat, «vosotros habéis construido», el verbo puede ser subdividido como a-g-e-shen-eb-in-a-t, en donde cada morfema contribuye al significado del tiempo verbal o a la persona que lleva a cabo la acción. La conjugación verbal también exhibe polipersonalismo; un verbo puede incluir morfemas que aluden tanto al sujeto como al objeto.
En cuanto al sistema verbal, este es sumamente complejo, diferenciándose entre verbos estáticos o dinámicos, y transitivos o intransitivos, incluyendo en esta última categoría los verbos pasivos y medios.
Una característica notable del georgiano, que comparte con las otras lenguas kartvelianas, es la construcción ergativa de la frase. El sujeto de un verbo transitivo se marca por un caso especial, ergativo, mientras que el caso del objeto directo es el mismo que el del sujeto en los verbos intransitivos: kac-i (nominativo) midis, «el hombre va», pero kac-ma (ergativo) molda datv-i (nominativo), «el hombre mató al oso».
El georgiano tiene siete casos gramaticales: nominativo, ergativo, dativo, genitivo, instrumental, vocativo y adverbial.

### Vocabulario
El georgiano tiene un rico sistema de palabras derivadas.
A partir de una raíz, la adición de determinados prefijos y sufijos permite obtener diversos sustantivos y adjetivos relacionados. Por ejemplo, partiendo de la raíz -kartv-, se pueden derivar los términos Kartveli, «persona de Georgia», Kartuli, «idioma georgiano» y Sakartvelo, «Georgia».
La mayoría de los apellidos georgianos terminan en -dze, «hijo» (Georgia occidental), -shvili, «niño» (Georgia oriental), -ia (Georgia occidental, Samegrelo), -ani (Georgia occidental, Svaneti) o -uri (este de Georgia).
La partícula -eli al final indica nobleza, equivalente al de francés o al von alemán.
El georgiano, al igual que el vasco o el francés, tiene un sistema numérico vigesimal, basado en un sistema de numeración de 20.
Para expresar un número mayor que 20 y menor que 100, primero se enuncia el número como múltiplo de veinte y luego se añade el número restante. Así, el 93 se expresa como ოთხმოცდაცამეტი - otkh-m-ots-da-tsamet'i (lit. cuatro veces veinte y trece).

### Expresiones útiles en georgiano
Entre paréntesis la pronunciación aproximada al español. (kh se pronuncia como la J del español, dzh se pronuncia como la J del inglés)
- გამარჯობა (gamaryoba) – Hola
- გაგიმარჯოს (gaguimaryos) – Hola (respuesta)
- როგორ ხარ? (rogor jar?) – ¿Qué tal estás?
- ნახვამდის (najvamdis) – Hasta luego, hasta la vista
- გმადლობ (gmadlob) – Gracias
- დიდი მადლობა (didi madloba) – Muchas gracias
- გთხოვ (gtjov) – Por favor
- ბოდიში (bodishi) – Perdón
- მიყვარხარ(თ) (miqvarjar(t)) – Te(Os) quiero
- მე ქართველი/ესპანელი ვარ (me kartveli/espaneli var) – Yo soy georgiano(a)/español(a)
- რა გქვია შენ? (ra gkvia shen?) – ¿Cómo te llamas?
- მე მქვია გიორგი (me mkvia Guiorgui) – Me llamo Guiorgui
- სასიამოვნოა თქვენი გაცნობა (sasiamovnoa tkveni gatsnoba) – Un placer conocerlo(la)
- გაუმარჯოს! (gaumaryos!) – ¡Chinchín! ¡Salud! (al brindar)
- გილოცავ (guilotsav) – Enhorabuena, Felicidades